# Mesoleptobasis elongata
Mesoleptobasis elongata là một loài chuồn chuồn kim trong họ Coenagrionidae.
Mesoleptobasis elongata được miêu tả khoa học năm 2009 bởi Garrison & von Ellenrieder.